# Bürgi-Dunitz-Trajektorie

Veranschaulichung des Bürgi-Dunitz-Winkels beim Angriff eines Nucleophils an eine Carbonylbindung

Die Bürgi-Dunitz-Trajektorie (auch Bürgi-Dunitz-Winkel; benannt nach Hans Beat Bürgi und Jack D. Dunitz) beschreibt den Angriffswinkel eines Nukleophils auf eine elektrophile Carbonylgruppe, dieser beträgt etwa 107°. Dabei wird simultan die π-Bindung zwischen Kohlenstoff und Sauerstoff gelöst, während sich stattdessen eine σ-Bindung zwischen dem Kohlenstoff und dem Nukleophil ausbildet.
Nach der Molekülorbitaltheorie muss dabei eine Überlappung des höchsten besetzten Molekülorbitals (Highest Occupied Molecular Orbital) HOMO des Nukleophils, häufig ein freies Elektronenpaar, mit dem niedrigsten unbesetzten Molekülorbital (Lowest Unoccupied Molecular Orbital) LUMO des Elektrophils, in diesem Fall die π*-Bindung der Carbonylfunktion (das antibindende Orbital der C-O-Doppelbindung), erfolgen. Das Nukleophil greift linear an, das heißt, der Angriffswinkel hängt vom Elektrophil ab. Die Doppelbindung der Carbonylgruppe setzt sich aus einer σ-Bindung und einer energetisch höher liegende π-Bindung zusammen (siehe Bild), dabei ist hier nur die π-Bindung bedeutsam. Je höher das Energieniveau eines bindenden Molekülorbitals ist, desto niedriger ist das Energieniveau des dazugehörigen antibindenden Molekülorbitals, deshalb erfolgt der Angriff an der π-Bindung, das antibindende π* ist also das LUMO.
Da Sauerstoff elektronegativer als Kohlenstoff ist, ist sein bindendes π-Orbital größer als das des Kohlenstoffs. Aus Symmetriegründen verhält es sich bei den antibindenden Orbitalen genau umgekehrt. Somit hat das π*-Orbital (das LUMO) am Kohlenstoff den größten Koeffizienten, der Angriff des HOMOs des Nukleophils erfolgt dort.
Die p-Orbitale, die die π*-Bindung bilden, liegen senkrecht auf der Ebene der C=O-Funktion. Der optimale Angriffswinkel für das Nukleophil wäre daher 90° zur Ebene der Carbonylbindung, da dann dessen LUMO und das HOMO des Nukleophils optimal überlappen würden. Da der Sauerstoff jedoch zwei freie Elektronenpaare und eine wesentlich höhere Elektronegativität als Kohlenstoff besitzt, ist am Sauerstoff die Elektronendichte am größten, das ein freies Elektronenpaar tragende Nukleophil wird daher vom Sauerstoff abgestoßen.
Der Winkel von 107° und die Bürgi-Dunitz-Trajektorie ist daher ein Kompromiss aus dem Winkel für die optimal mögliche Überlappung von HOMO und LUMO (90°) und der abstoßenden Coulombkraft zwischen der hohen Elektronendichte am Sauerstoff und dem HOMO des Nukleophils.